# Intimate and Live Tour
Intimate and Live var en koncertturne af den australske sangerinde Kylie Minogue fra 1998 til støtte for hendes femte studiealbum Kylie Minogue (1994) og hendes sjette studiealbum Impossible Princess (1997).

## Sanger
1. "Too Far"
2. "What Do I Have to Do?"
3. "Some Kind of Bliss"
4. "Put Yourself in My Place"
5. "Breathe"
6. "Take Me with You"
7. "I Should Be So Lucky"
8. "Dancing Queen"
9. "Dangerous Game"
10. "Cowboy Style"
11. "Step Back in Time"
12. "Say Hey"
13. "Free"
14. "Drunk"
15. "Did It Again"
16. "Limbo"
17. "Shocked"

Ekstranummer
1. "Confide in Me"
2. "The Loco-Motion"
3. "Should I Stay or Should I Go"
4. "Better the Devil You Know"

## Turnedatoer
| Dato          | By        | Land       | Stad                                |
| ------------- | --------- | ---------- | ----------------------------------- |
| Australien    |           |            |                                     |
| 2. juni 1998  | Melbourne | Australien | Palais Theatre                      |
| 3. juni 1998  | Melbourne | Australien | Palais Theatre                      |
| 4. juni 1998  | Melbourne | Australien | Palais Theatre                      |
| 6. juni 1998  | Brisbane  | Australien | Brisbane Entertainment Centre       |
| 8. juni 1998  | Sydney    | Australien | Capitol Theatre                     |
| 9. juni 1998  | Sydney    | Australien | Capitol Theatre                     |
| 10. juni 1998 | Sydney    | Australien | Capitol Theatre                     |
| 11. juni 1998 | Sydney    | Australien | Capitol Theatre                     |
| 14. juni 1998 | Adelaide  | Australien | Thebarton Theatre                   |
| 15. juni 1998 | Adelaide  | Australien | Thebarton Theatre                   |
| 17 June 1998  | Melbourne | Australien | Palais Theatre                      |
| 18. juni 1998 | Melbourne | Australien | Palais Theatre                      |
| 20. juni 1998 | Sydney    | Australien | Sydney State Theatre                |
| 21. juni 1998 | Sydney    | Australien | Sydney State Theatre                |
| 22. juni 1998 | Sydney    | Australien | Sydney State Theatre                |
| 29. juni 1998 | Canberra  | Australien | National Convention Centre Canberra |
| 1. juli 1998  | Sydney    | Australien | Capitol Theatre                     |
| 3. juli 1998  | Melbourne | Australien | Palais Theatre                      |
| 4. juli 1998  | Melbourne | Australien | Palais Theatre                      |
| Europa        |           |            |                                     |
| 29. juli 1998 | London    | England    | O2 Shepherds Bush Empire            |
| 30. juli 1998 | London    | England    | O2 Shepherds Bush Empire            |
| 31. juli 1998 | London    | England    | O2 Shepherds Bush Empire            |